# 塔德努瓦地区费尔
塔德努瓦地区费尔（法語：Fère-en-Tardenois，法語發音：[fɛʁ ɑ̃ taʁdənwa]），或纯音译作费尔昂塔德努瓦，是法国上法蘭西大區埃纳省的一个市镇，属于蒂耶里堡区。

## 地理
塔德努瓦地区费尔（49°11'58"N, 3°31'3"E）面积20.4 平方千米，位于法国上法蘭西大區埃纳省，该省份为法国北部内陆省份，北起北部省，西接索姆省和瓦兹省，东临阿登省和马恩省，西南至塞纳-马恩省，东北部与比利时接壤。
与塔德努瓦地区费尔接壤的市镇（或旧市镇、城区）包括：伯瓦尔德、勒沙尔梅勒、塔德努瓦地区弗雷讷、卢佩涅、马勒伊昂多勒、萨波奈、瑟兰日和内勒、维勒讷沃叙费尔、维莱叙费尔。

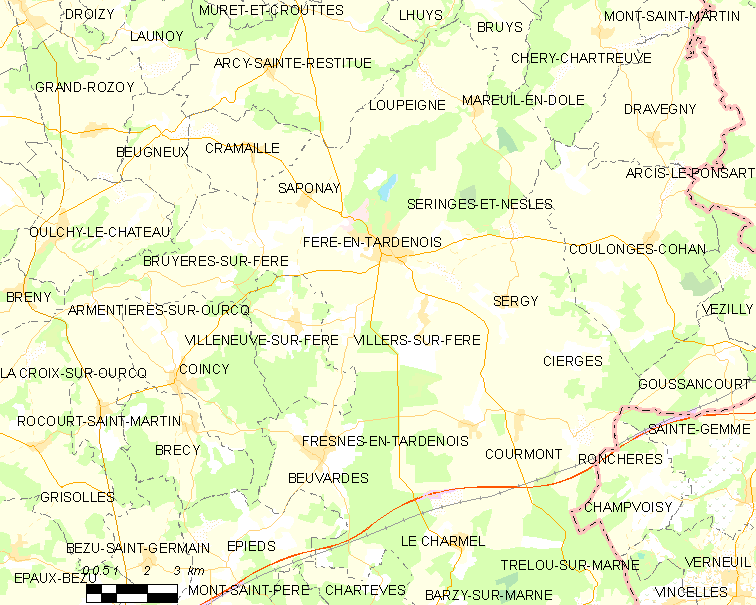
塔德努瓦地区费尔的OSM定位图

塔德努瓦地区费尔的时区为UTC+01:00、UTC+02:00（夏令时）。

## 行政
塔德努瓦地区费尔的邮政编码为02130，INSEE市镇编码为02305。

## 政治
塔德努瓦地区费尔所属的省级选区为塔德努瓦地区费尔县。

## 人口

1962-2008年间塔德努瓦地区费尔人口变化图示

塔德努瓦地区费尔于2022年1月1日时的人口数量为2881人。